# Neazata multistrigaria
Neazata multistrigaria är en fjärilsart som beskrevs av W. Warren 1906. Neazata multistrigaria ingår i släktet Neazata och familjen mätare. Inga underarter finns listade i Catalogue of Life.